# SN 2001ca
SN 2001ca – supernowa odkryta 25 marca 2001 roku w galaktyce A153541-0016. W momencie odkrycia miała maksymalną jasność 19,40m.